# Mycetophila picta
Mycetophila picta är en tvåvingeart som beskrevs av Christian Rudolph Wilhelm Wiedemann 1817. Mycetophila picta ingår i släktet Mycetophila och familjen svampmyggor.
Artens utbredningsområde är Tyskland. Inga underarter finns listade i Catalogue of Life.